# Neuve-Chapelle
Neuve-Chapelle è un comune francese di 1 399 abitanti situato nel dipartimento del Passo di Calais nella regione dell'Alta Francia.

## Società

### Evoluzione demografica
Abitanti censiti